# U-650
Unterseeboot 650 foi um submarino alemão do Tipo VIIC, pertencente a Kriegsmarine que atuou durante a Segunda Guerra Mundial.
O U-650 esteve em operação entre os anos de 1942 e 1944, realizando neste período sete patrulhas de guerra.
Foi afundado no mês de janeiro de 1945 , causando a morte de todos os 47 tripulantes.

## Comandantes
| Comandante               | Data                                         |
| ------------------------ | -------------------------------------------- |
| Ernst von Witzendorff    | 26 de novembro de 1942 - 13 de julho de 1943 |
| Kptlt. Otto Tinschert    | 14 de julho de 1943 - 26 de novembro de 1943 |
| Ernst von Witzendorff    | 27 de novembro de 1943 - 30 de junho de 1944 |
| Oblt. Ernst-August Gerke | 30 de junho de 1944 - 20 de julho de 1944    |
| Rudolf Zorn              | 20 de julho de 1944 - 7 de janeiro de 1945   |

## Subordinação
| Período                                      | Flotilha                   |
| -------------------------------------------- | -------------------------- |
| 26 de novembro de 1942 - 30 de abril de 1943 | 5. Unterseebootsflottille  |
| 1 de maio de1943 - 30 de setembro de 1944    | 7. Unterseebootsflottille  |
| 1 de outubro de 1944 - 7 de janeiro de 1944  | 11. Unterseebootsflottille |

## Operações conjuntas de ataque
O U-650 participou das seguinte operações de ataque combinado durante a sua carreira:
- Star (27 de abril de 1943 - 4 de maio de 1943)
- Fink (4 de maio de 1943 - 6 de maio de 1943)
- Elbe (7 de mai ode 1943 - 10 de maio de 1943)
- Elbe 1 (10 de maio de 1943 - 14 de maio de 1943)
- Mosel (19 de maio de 1943 - 24 de maio de 1943)
- Rügen (14 de janeiro de 1944 - 26 de janeiro de 1944)
- Hinein (26 de janeiro de 1944 - 3 de fevereiro de 1944)
- Igel 2 (3 de fevereiro de 1944 - 17 de fevereiro de 1944)
- Hai 2 (17 de fevereiro de 1944 - 22 de fevereiro de 1944)

## Coordenadas
1. ↑  em posição 49° 51' N 5° 29' O